# 黄囊革菌属
黄囊革菌属（学名：Cericium）是囊韧革菌科下的一个属。

## 下属物种
本属包括以下物种：
- 硬壳黄囊革菌 Cericium luteoincrustatum (Hjortstam & Ryvarden) Hjortstam